# Fun Design
Fun Design é uma expressão em inglês que literalmente significa "estilo engraçado ou divertido". O Fun Design é um estilo que está sendo adotado cada dia mais na área de design de produto, moda, decoração além de estilização de ambientes.